# William Wuycke
William Wuycke (né le 21 mai 1958) est un athlète vénézuélien à la retraite, spécialiste du 800 mètres. Il établit son record de 1 min 43 s 54 à un meeting en 1986 à Rieti, course remportée par Steve Cram. Cette performance, toujours actuellement record du Venezuela du 800 mètres, le classe troisième meilleur performeur d'Amérique du Sud. Il participe aux Jeux olympiques d'été de 1984 à Los Angeles, en étant porte-drapeau lors de la cérémonie d'ouverture.

## Palmarès

### Championnats d'Amérique centrale et des Caraïbes d'athlétisme juniors
- Championnats d'Amérique centrale et des Caraïbes d'athlétisme juniors 1976 à Xalapa :
  -  Médaille d'or au 800 mètres

### Championnats d'Amérique du Sud d'athlétisme
- Championnats d'Amérique du Sud d'athlétisme 1979 à Bucaramanga:
  -  Médaille d'argent au 800 mètres